# Косембай
Косемба́й (каз. Көсембай) — село у складі Уїльського району Актюбінської області Казахстану. Входить до складу Каїндинського сільського округу.
Населення — 396 осіб (2021; 485 у 2009, 508 у 1999, 385 у 1989).